# سیارک ۱۳۸۴۰
سیارک ۱۳۸۴۰ (به انگلیسی: 13840 Wayneanderson، نامگذاری:1999XW31) سیزده هزار و هشتصد و چهلمین سیارک کشف شده‌است که در ۶ دسامبر ۱۹۹۹ کشف شد.
قدر مطلق سیارک برابر ۲۰.۴ است.